# كيكوال بليغريني
كيكوال بليغريني (الاسم العلمي:Quisqualis pellegriniana) هي نوع نباتي يتبع جنس الكيكوال من الفصيلة القمبريطية. 